# Nationale Opera en Ballet
Nationale Opera & Ballet (voorheen Het Muziektheater Amsterdam) is een theater in Amsterdam dat speciaal gebouwd is voor het opvoeren van opera's, balletten en andere vormen van muziektheater.
Het is tevens de naam van de organisatie die naast het theater ook de gezelschappen De Nationale Opera en Het Nationale Ballet omvat. Het theater maakt deel uit van het gebouwencomplex Stopera aan het Waterlooplein.

## Geschiedenis
Na jaren van discussie en afgewezen plannen begon in 1980 de bouw van het nieuwe theater en stadhuis. Het complex kreeg al snel de bijnaam Stopera (stadhuis + opera). Het stadhuis werd ontworpen door de Oostenrijkse architect Wilhelm Holzbauer. Het ontwerp voor het theater dat de architecten Bernard Bijvoet en Gerard Holt oorspronkelijk in de Ferdinand Bolstraat hadden gepland, werd door Holzbauer in het complex gevoegd. Bijvoet overleed in het najaar van 1979 en had zijn bureau nagelaten aan Cees Dam, de schoonzoon van Holt. Bij de start van de bouw braken er rellen uit tussen de voor- en de tegenstanders van de nieuwbouw.
Ook bij de opening werd luidruchtig gedemonstreerd door omwonenden die jarenlang geluidsoverlast hadden ondervonden van de bouw. Het theater werd geopend op 23 september 1986 met een ballet (Zoals Orpheus van Toer van Schayk), gevolgd door een opera (Ithaka van Otto Ketting). Sindsdien is het de thuisbasis van  De Nederlandse, later Nationale Opera, en Het Nationale Ballet, die in 2013-2014 fuseerden tot Nationale Opera en Ballet. Daarnaast is er een gastprogrammering met gezelschappen van buiten.

## Fusie

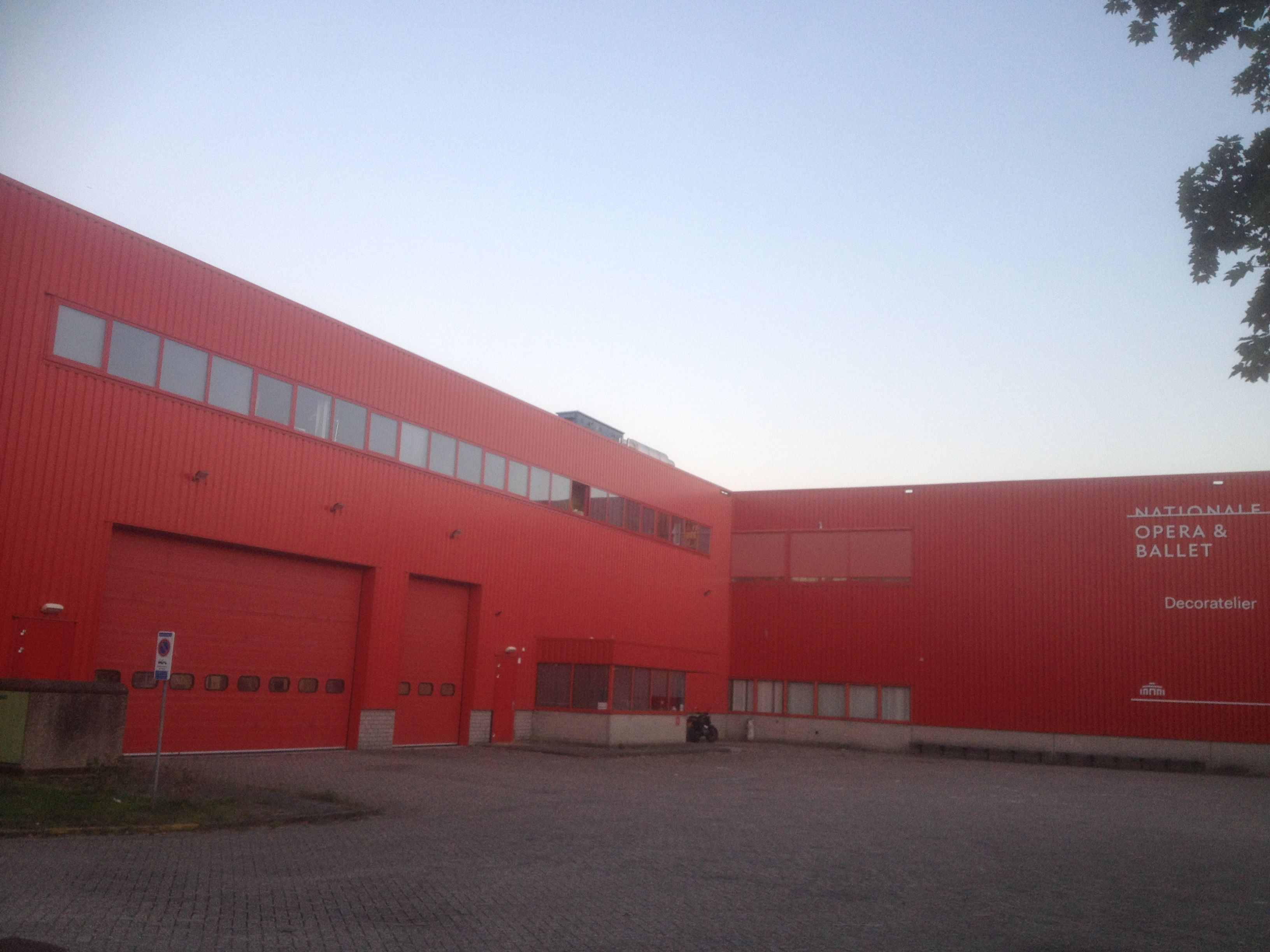
decoratelier in Amsterdam-Zuidoost

De nieuwe instelling die op 1 januari 2013 ontstond door een fusie tussen het Muziektheater, De Nederlandse Opera en Het Nationale Ballet opereert sinds 17 februari 2014 onder de naam Nationale Opera en Ballet. Deze naam wordt officieel ook gebruikt ter aanduiding van de locatie.

## Zaal en foyer
Het Nationale Opera & Ballet beschikt over één zaal, met 1633 stoelen. Tevens zijn er meerdere foyers, met uitzicht op de Amstel.